# Blood Valley
Blood Valley è un videogioco di avventura dinamica pubblicato nel 1988 per Amstrad CPC, Commodore 64 e ZX Spectrum dalla Gremlin Graphics.
L'ambientazione è tratta ufficialmente dal secondo librogame della collana Duel Master, La valle insanguinata (titolo originale Blood Valley, Armada Books 1986), in due volumi pensati per essere letti da due giocatori.
Si prevedevano anche versioni per Amiga e Atari ST, mai realizzate.

## Trama
Nella sinistra valle di Gad il tiranno Archveult organizza ogni anno una caccia all'uomo, liberando uno schiavo che viene cacciato come un animale fino alla morte. La preda, armata, può riuscire a salvarsi fuggendo dalla valle, dopo aver attraversato svariati territori come caverne, foreste e città. L'Archveult è una specie di uomo-drago e partecipa personalmente alla caccia, insieme ai suoi tre alleati principali: l'assassino Ka-Riim, il capo delle guardie Kritos Bloodheart e il proprio figlio Demiveult, ciascuno in perlustrazione in luoghi differenti. La valle inoltre è popolata da altri personaggi e creature ostili, come vampiri e troll.

## Modalità di gioco
Si può giocare da soli, nel ruolo della preda, o in due giocatori in competizione in simultanea, nel qual caso l'altro controlla il cacciatore. La schermata di gioco è sempre divisa in orizzontale, e la metà in basso è dedicata al secondo giocatore oppure, se si gioca da soli, mostra una pergamena fissa con scritti gli obiettivi secondari da raggiungere. La visuale di ciascun giocatore è bidimensionale e mostra un paesaggio a scorrimento orizzontale, con terreno piano e privo di ostacoli. Il personaggio del giocatore può correre solo a destra e sinistra e attaccare con la propria arma fissa. La preda può attaccare in corpo a corpo, sferrando un colpo breve o un affondo, il cacciatore può sparare palle di fuoco.
A destra della visuale è presente un'area con informazioni tra cui il tempo trascorso, la barra dell'energia vitale del personaggio e l'oro accumulato.
Il giocatore che controlla la preda può scegliere a inizio partita tra tre personaggi: il barbaro, il sacerdote e la ladra. Ciascun personaggio ha una serie di obiettivi secondari diversi da raggiungere, come uccidere determinati nemici o rubare determinati oggetti, oltre all'obiettivo finale comune di raggiungere una delle uscite dalla valle. A parte questo i tre variano solo esteticamente, non ci sono differenze di prestazioni dichiarate (secondo una rivista varierebbe la resistenza ai colpi).
Nel multigiocatore il secondo controlla sempre Archveult, ma a inizio partita può decidere in quali territori della valle posizionare i suoi tre personaggi alleati, selezionando i luoghi su una mappa (l'altro giocatore non dovrebbe guardare durante la scelta, affinché resti segreta).
I nemici comuni sono soldati umani o umanoidi di vari tipi, che arrivano continuamente da destra e da sinistra attaccando in corpo a corpo o con proiettili. Si possono incontrare inoltre i cacciatori e altri personaggi specifici più impegnativi.
Nel multigiocatore i nemici comuni sono ostili a entrambi i giocatori. In caso di incontro della preda con uno dei tre alleati di Archveult, il controllo dell'alleato passerà al giocatore cacciatore per la durata del combattimento.
La morte della preda termina la partita. La morte di Archveult la termina solo nel multigiocatore.
Il cacciatore, nel multigiocatore, ha anche un limite di tempo di cinque giorni (velocizzati) per abbattere la preda, e riceve una ricarica di energia ogni 24 ore.
Quando si raggiunge l'estremità destra o sinistra dello scenario corrente si passa a un nuovo territorio della valle, con paesaggio diverso e con nemici diversi. Spesso si presenta un bivio e il giocatore deve scegliere da un menù di testo quale direzione prendere, potendo così passare a due territori distinti.
La preda può trovare vari oggetti da raccogliere, a volte rilasciati dai nemici uccisi, come oro (utilizzabile ad esempio per corrompere i troll), cibo che ricarica l'energia vitale, e oggetti particolari per successivi utilizzi. Può essere necessario utilizzare oggetti specifici nelle opportune situazioni per superare le difficoltà dell'avventura. Quando non ci sono nemici vicino, la preda può accedere a un inventario a icone degli oggetti posseduti, che si sostituisce temporaneamente alla visuale.
Il programma permette di selezionare le lingue inglese, francese e tedesco per il testo descrittivo iniziale, sebbene le etichette dell'interfaccia restino in inglese.

## Accoglienza
Blood Valley fu un insuccesso per la critica europea, in tutte le tre versioni. Di solito le riviste non apprezzarono né la giocabilità né la grafica. Molti giudizi complessivi furono decisamente negativi o tuttalpiù mediocri. Qualche rivista apprezzò la bellezza della storia, ma ritenne il risultato purtroppo compromesso da una grafica scadente. Commodore User è forse l'unico caso di giudizio esplicito abbastanza buono (voto complessivo 7/10), grazie soprattutto al multigiocatore, ma la rivista notò comunque lo scadente controllo nei combattimenti.